# Партія реформ (Ісландія)
Партія ліберальних реформ (ісл. Viðreisn) — ліберальна політична партія Ісландії, заснована 24 травня 2016 року, але існує як політична мережа з червня 2014 року. Відокремилася від Партії незалежності, здебільшого через невдоволення рішенням не проводити референдум про вступ до Європейського Союзу та відсутність підтримки вільної торгівлі.
Партія підтримує членство Ісландії в ЄС та реформування сільськогосподарських субсидій та захисних акцизів на іноземну продукцію. Вона прагне, щоб державна політика була зосереджена на загальних інтересах суспільства та зменшувала вплив особливих інтересів. Партія обстоює державу загального добробуту.  Підтримує прив'язку крони до іншої валюти, наприклад, євро, через валютний комітет як план зниження процентних ставок. Її політика охорони здоров'я спрямована на зменшення частки пацієнта у витратах на охорону здоров'я.
Партії ліберальних реформ присвоїли літеру С. Вона брала участь у виборах до Альтингу (парламент Ісландії) 2016 року та здобула сім місць. На парламентських виборах 2017 року здобула 4 місця.

## Голова партії
| Голова                           | Період    |
| -------------------------------- | --------- |
| Бенедикт Йоханнессон             | 2016–2017 |
| Gerorgerður Katrín Gunnarsdóttir | 2017–     |